# Kemény János (színművész)
Kemény János (1778 – Nagybánya, 1850. január 27.) - színész, a magyar nyelvű színjátszás egyik úttörője.

## Életpályája
1800-ban lépett a kolozsvári társulat tagjai közé. 1806-ban a társulat  egy részével Magyarországra jött. 1807–1810 között a pesti egy. színésze és gazdasági vezetője volt. 1811-ben Benke Józseffel társigazgatója volt a Komáromba kirajzott színészcsapatnak, akik 1811–1812-ben Győrben is játszottak. Ezután visszatért Erdélybe. 1815–1819 között Marosvásárhely, 1819-től 1830-ig Kolozsvár színésze lett, a társulattal több ausztriai körúton is részt vett.
Nagybányán hunyt el, 72 évesen, 1850. január 27-én.
Kiváló jellemszínész volt.

## Főbb szerepei
- Jago (Sh.: Othello)
- Árvai (Soden–Dugonics A.: Bátori Mária)
- Loska (Andrád E.: Hóravilág Erdélyben)
- Evald (Raupach: Molnár és gyermeke)